# Обращение Савла (Микеланджело)
«Обраще́ние Са́вла» (итал. La Conversione di Saulo) — фреска в Капелле Паолина Апостольского дворца Ватикана. Одна из двух последних значительных работ Микеланджело Буонарроти, выполненных в поздний, кризисный период его творчества. Фреска написана в период с июля 1542 по июнь 1545 года по заказу папы Павла III. Вторая фреска, расположенная на противоположной стене капеллы: Распятие Святого Петра (1546—1550).

## История
Папскую капеллу начали строить в 1537 году. Точная дата начала и конца работы Микеланджело над фреской неизвестны. «Обращение Савла», первая из двух композиций капеллы, написанная на известный сюжет из жизни святого апостола Павла. Предназначавшаяся для боковой стены небольшой, прямоугольной в плане капеллы, она должна была быть закончена к 12 июля 1545 года. Микеланджело ко времени начала работы было уже шестьдесят семь лет. Он много болел. В 1549 году скончался папа Павел III. В том же году в капелле случился пожар, что привело к замедлению работ. Новый понтифик Григорий XIII, возможно, намеревался поручить завершение второй фрески «Распятие Святого Петра» не престарелому художнику, а Лоренцо Саббатини и Федерико Цуккаро, работавшими в капелле над изображениями других важных эпизодов из жизни святых Петра и Павла. Тем не менее, к 1550 году обе фрески были готовы.
До нашего времени не сохранились эскизы Микеланджело к «Обращению Савла»; однако в Нидерландах в Харлеме, в музее Тейлера, на листе с архитектурными этюдами имеются зарисовки итальянским карандашом к «Распятию апостола Петра». Кроме этого, в Неаполе, в музее Каподимонте, хранится повреждённый фрагмент картона Микеланджело для фигур солдат в нижней левой части фрески.
После окончания работ над фресками в капелле Паолина, Микеланджело почти полностью посвятил себя архитектуре — Собор святого Петра, Капитолий, Палаццо Фарнезе, Санта-Мария-дельи-Анджели-э-дей-Мартири, Сан-Джованни-дей-Фьорентини.

## Сюжет
Воинствующий фарисей, Савл участвовал в преследовании первых христиан, заточая их в тюрьмы. Он выпросил у первосвященника письма в Дамаск к синагогам, чтобы там арестовывать последователей учения Иисуса Христа. На пути в Дамаск Савл ослеп от внезапного ярчайшего луча света с неба и, услышав укоризненный голос Иисуса: «Савл, Савл! Что ты гонишь Меня?», уверовал в Него. Шедшие с ним привели Савла в Дамаск, где он был исцелён от слепоты Ананией и принял крещение. Уже в Дамаске Савл «стал проповедовать в синагогах об Иисусе, что Он есть Сын Божий». На Кипре он обратил в новую веру проконсула Сергия Павла, и после этого стал именоваться Павлом.

## Композиция и стиль
Б. Р. Виппер писал, что во фресках Капеллы Паолина нет «подлинной мощи, могучей, чувственной силы, бьющей через край энергии образов, созданных Микеланджело в зрелые годы». Свойственные героям Микеланджело суровая энергия и бурная активность здесь как бы застыли, скованные враждебными человеку силами". Он отмечал «чувство одиночества и трагической безысходности», и «всё большую отвлечённость образов», характерные для последних работ великого мастера.
Выдающийся австрийский историк искусства М. Дворжак назвал фрески Капеллы Паолина «прощанием с живописью». Безусловно, в этих произведениях, как отмечал М. Дворжак, «присутствует симптом старческой слабости», особенно в «грязно-сером» колорите. Не случайно сам Микеланджело именно по окончании работ в Капелле Паолина заметил, что «фресковая живопись не для старых людей». Однако это не главное. По определению Дворжака:

 Последняя фреска Микеланджело… знаменует собой новый рубеж, новый решительный поворот в его творчестве… выразившемся в решительном отказе от идеалов его юности. На смену объективному, пребывающему вне человека содержанию, на смену наблюдениям над природой или идеализации природы приходит живописное воплощение субъективного художественного переживания, воспринимаемое как высший закон: отныне Микеланджело пытается изобразить не событие, каким оно было или каким оно может быть инсценировано им наиболее эффектно в художественном отношении, но ту ценность, к которой испытывает влечение его духовный мир 
Дворжак писал, что композиция «Обращение Савла» распадается на две части: «на земную и на призрачно небесную». В земной сцене фигуры размещены как бы на неглубокой площадке. В небесной сфере вместо глубокого пространства, обычного для таких сюжетов, как например в композиции «Страшный суд» того же Микеланджело в Сикстинской капелле, фигуры «теснятся друг к другу в одной-единственной плоскости словно падающий занавес, почти расторгнувшими связь с пространством и напоминающими изображения небесных явлений в раннехристианском и средневековом искусстве»… В этом видении пространство «преображено в нечто непознаваемое: в этой бесконечности растворяются все масштабы… В этом и кроется исходный момент духовного содержания фрески».
Е. И. Ротенберг отмечал, что «и в той и другой фреске действие развёртывается на фоне сурового бесприютного ландшафта… Обе композиции сближает мрачный тон безысходного трагизма, в основе которого — несовместимость героя с чуждым и зловещим миром, его окружающим» и добавлял: «В „Обращении Павла“ духовное преображение героя, сброшенного с коня силой небесного знамения, не находит поддержки в его спутниках, застывших в неловких, затруднённых движениях, словно прижатых к земле какой-то неведомой тяжестью и вряд ли способных на ту степень духовного возвышения, на которую призван возвести их апостол».

## Техника и реставрация фрески
Работы по научной реставрации фресок Микеланджело начались в 2002 году и были завершены в 2009 году. Методы включали использование химического растворителя для снятия загрязнений, ультразвуковых кюреток и лазерного оборудования. Реставрационные исследования показали, что Микеланджело писал не только чистой «буон фреской» («хорошей фреской» по сырой штукатурке), но и меццо-фреской, и альсекко (техника письма по сухой штукатурке). Меццо-фреска («полуфреска») — это техника, при которой художник пишет по слегка подсушенной, но ещё влажной основе, подготовительному слою интонако (итал. intonaco — «под тон», «под краску»), обеспечивающему хорошую кроющую способность красок, но также облегчающему работу.

## Детали фрески

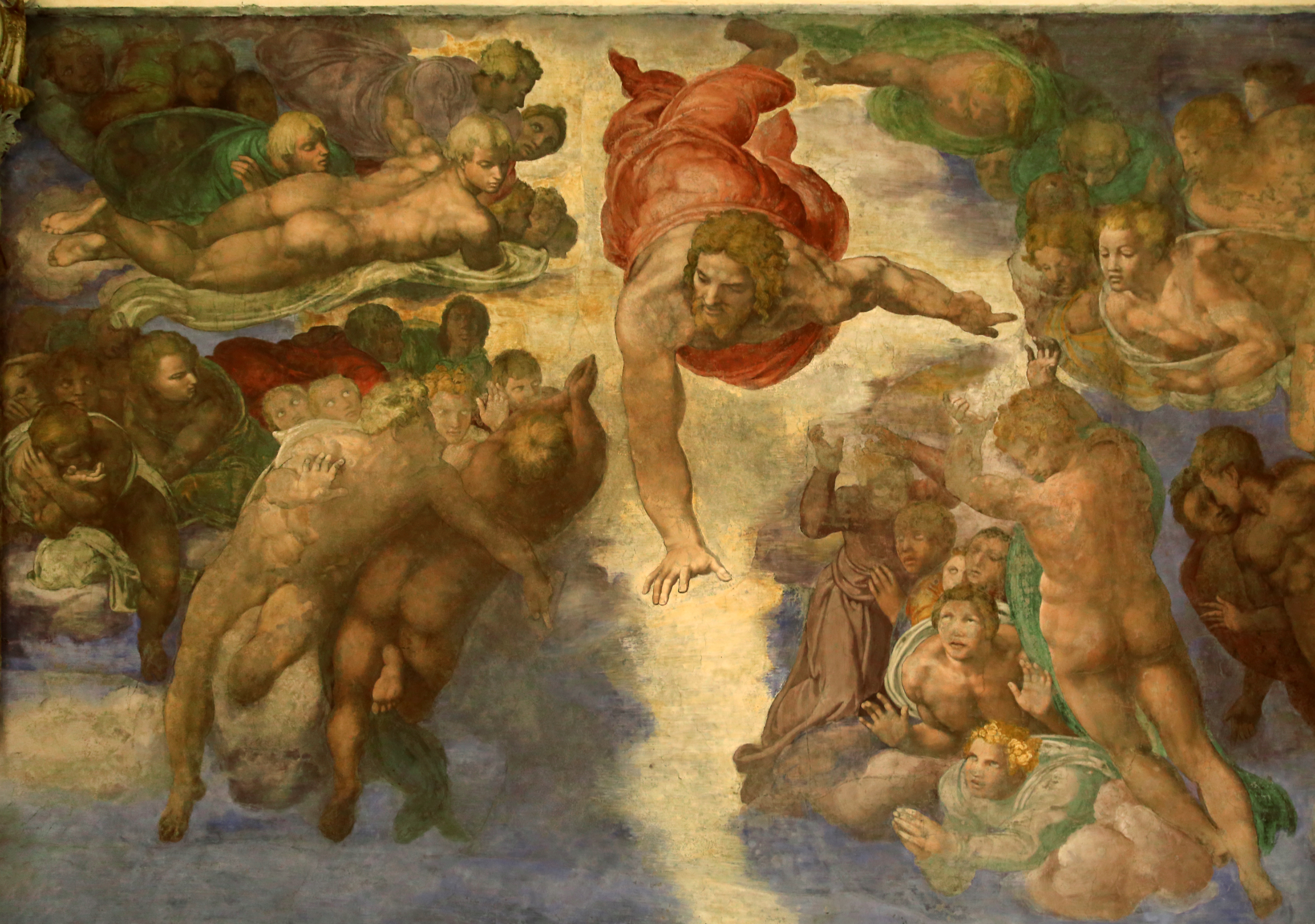
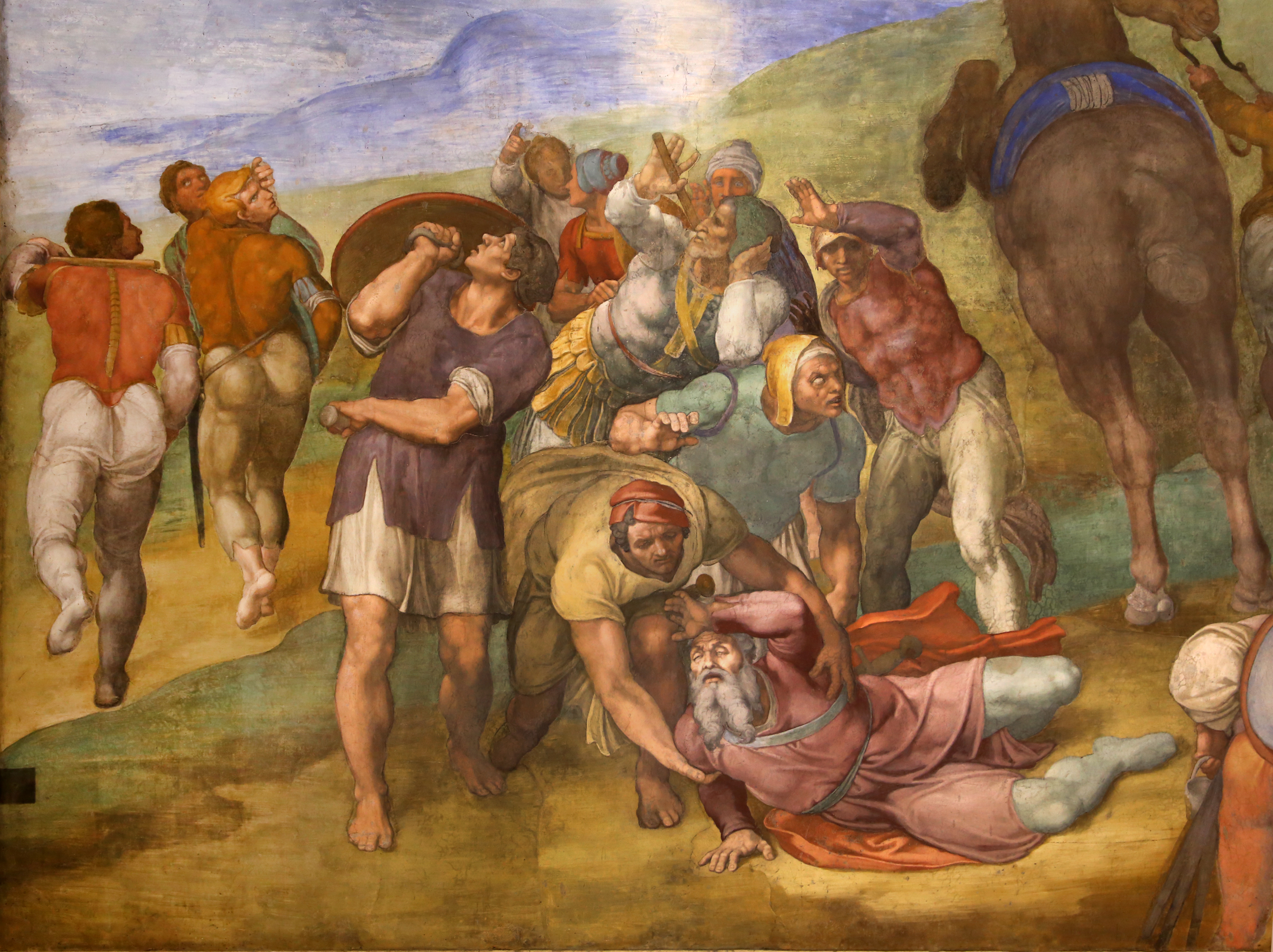
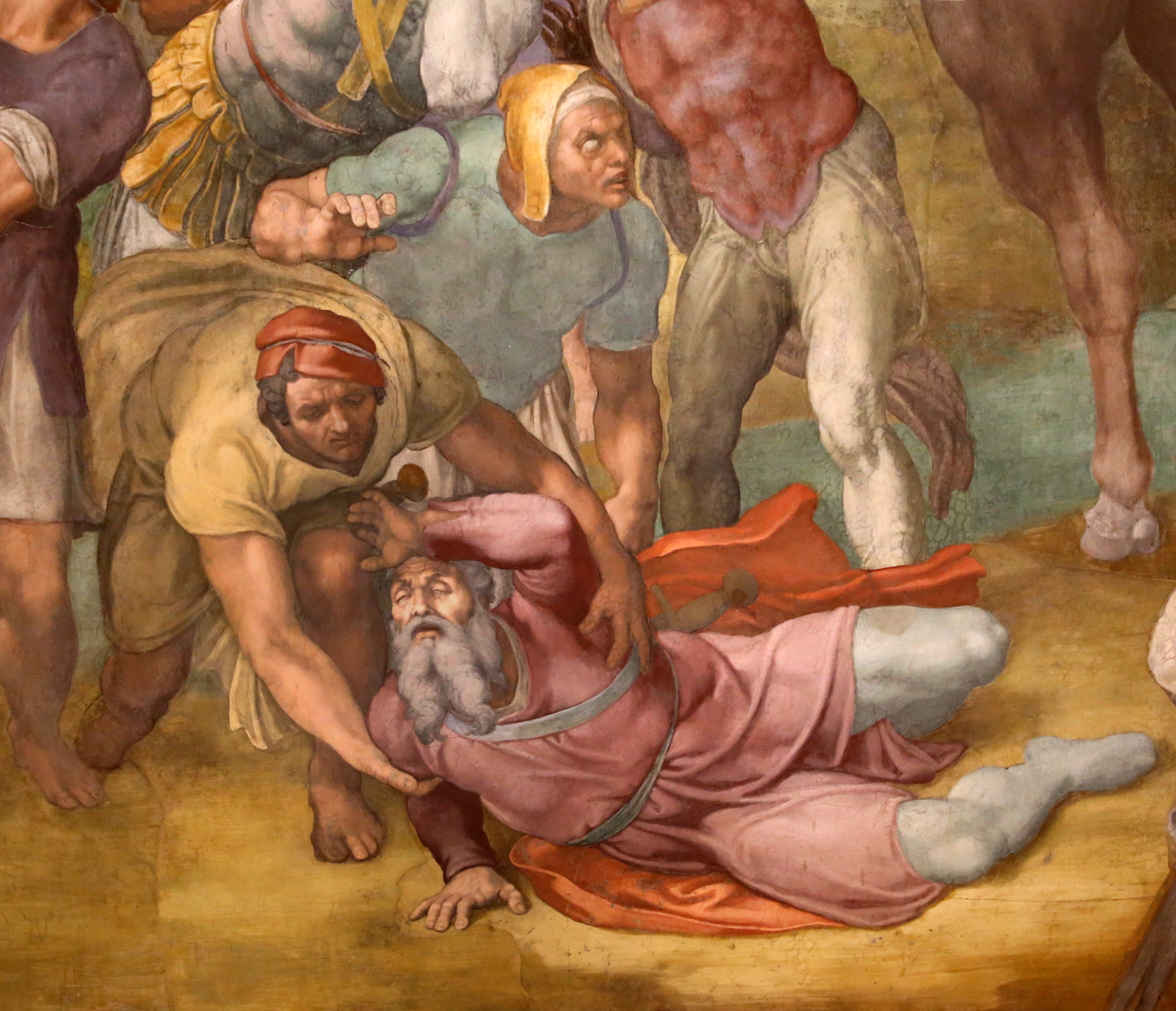
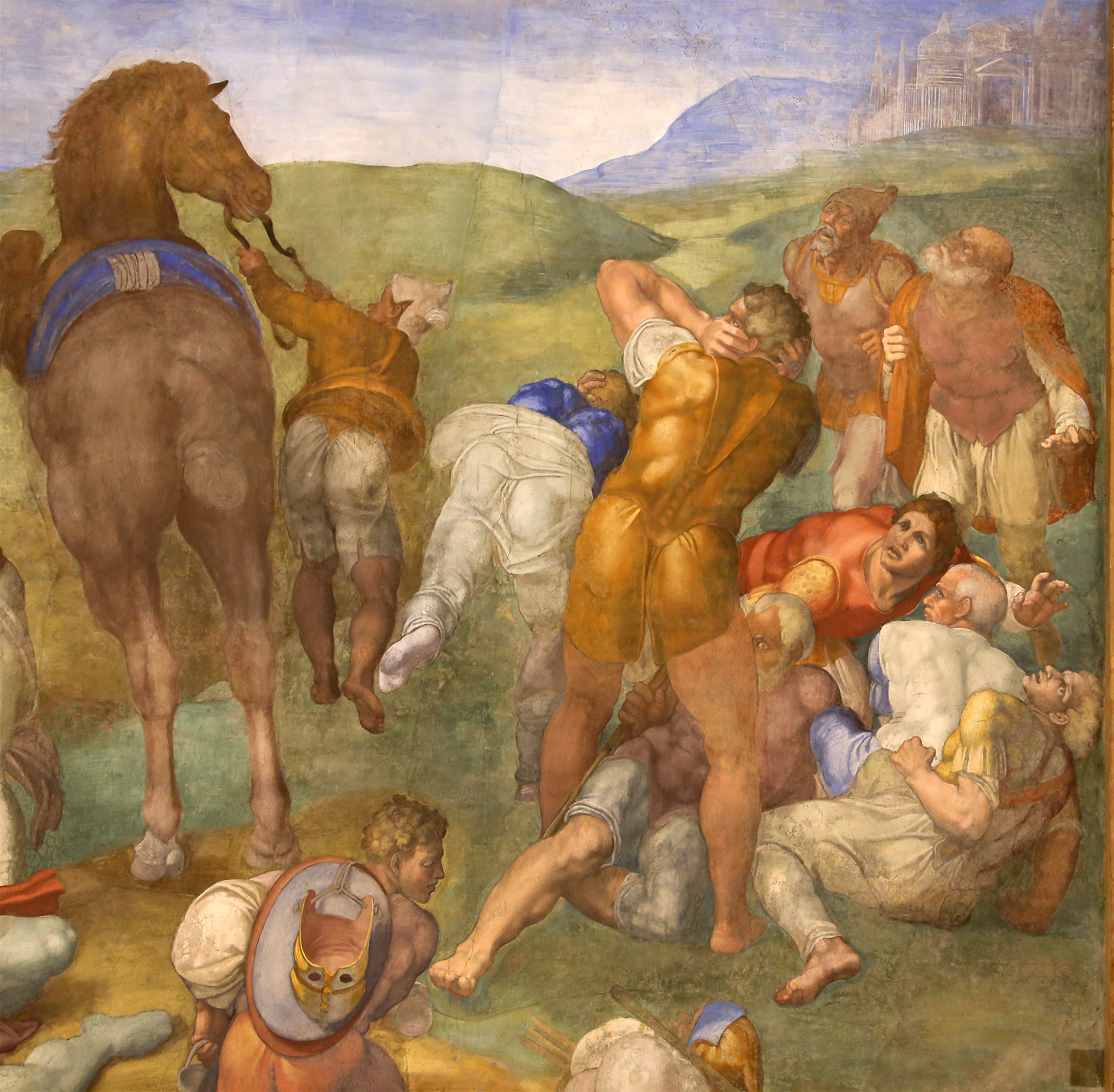
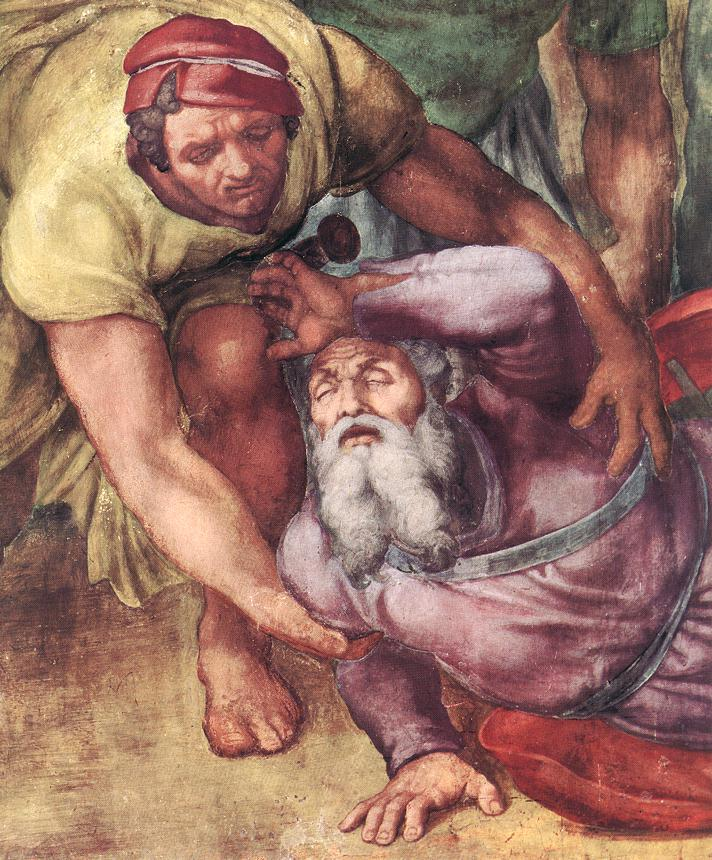
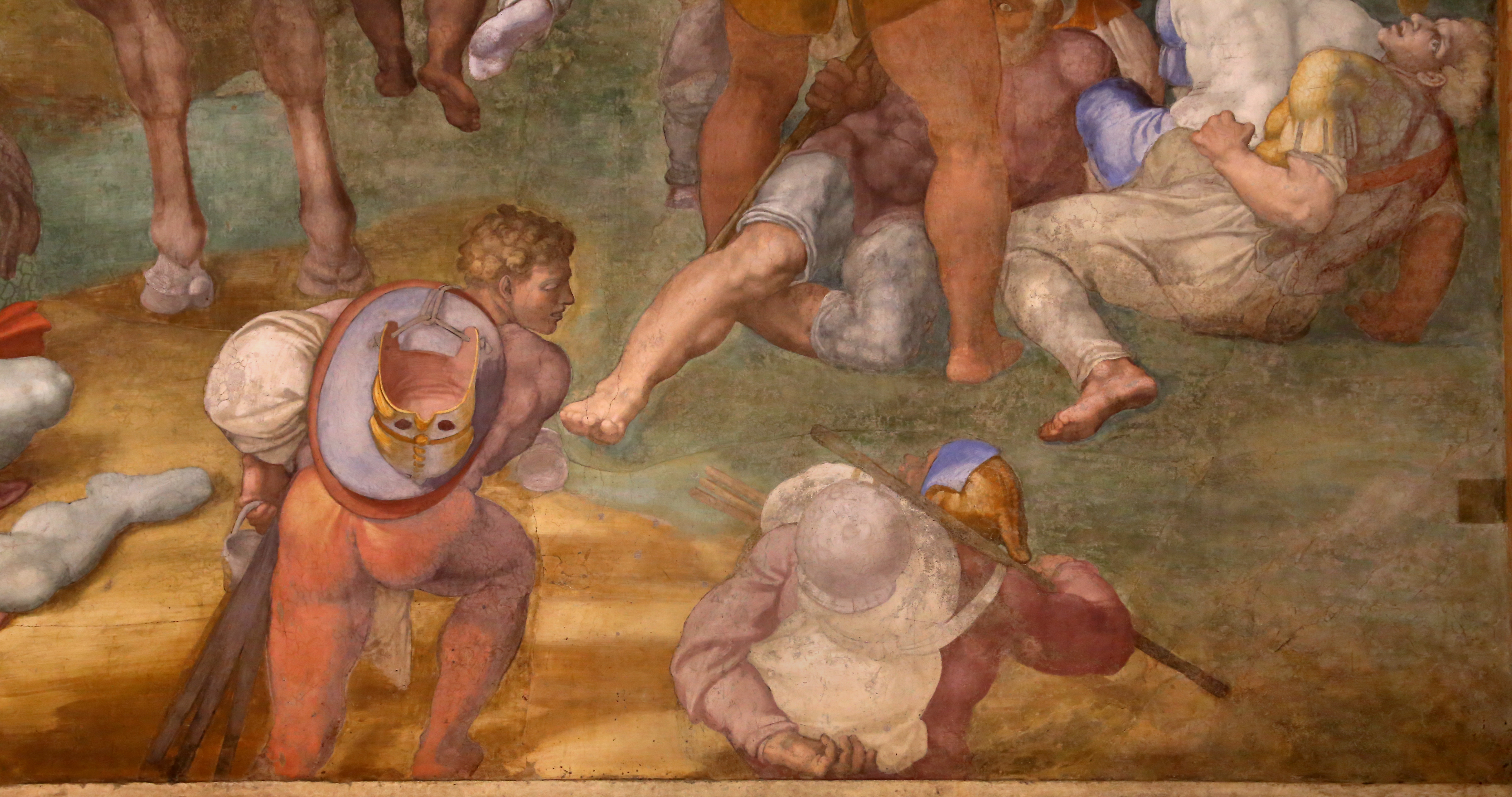